# Antonio Panciera
Antonio Panciera, dit le cardinal d'Aquilée iuniore (né à Portogruaro, dans la Vénétie vers 1350 et mort en 3 juillet 1431 à Rome) est un pseudo-cardinal italien du XVe siècle. Il est le neveu du cardinal Antonio Caetani (1402).

## Biographie
Antonio Panciera étudie à l'université de Padoue et est notaire apostolique à Rome. Il est nommé chanoine des chapitres d'Aquilée et Cividale par le pape Urbain VI et entre en service du cardinal Pietro Tomacelli, le futur pape Boniface IX. Après l'élection du cardinal Tomacelli comme pape en 1389, Panciera est son secrétaire. Il rencontre là Baldassare Cossa, le futur cardinal et antipape Jean XXIII, personne très influent à la cour du pape.
Il est nommé évêque de Concordia en 1392 et est promu patriarche d'Aquilée en 1402. En 1408, il est déposé comme patriarche par le pape Grégoire XIII. Panciera fait appel au concile de Pise contre sa déposition et il est restauré comme patriarche. 
L'antipape Jean XXIII le crée cardinal lors du consistoire du 6 juin 1411, dans l'idée de libérer le patriarcat d'Aquilée pour le candidat soutenu par l'empereur allemand, Louis de Teck.
Le cardinal Panciera assiste au concile de Constance en 1414 et y est un des plaignants les plus importants contre le pape. En 1419-1420 il est administrateur de Satriano (it) et à partir de 1420 administrateur apostolique et évêque de Frascati. En 1427, il est cardinal protoprêtre et en 1428-1431 camerlingue du Sacré Collège. Panciera est aussi notamment abbé commendataire des abbayes de Moggio, de Rosazzo, de Summaga et de S. Biagio in Cantusecuto à Rome.
Il participe au conclave de 1417, lors duquel Martin V est élu et au conclave de 1431 (élection d'Eugène IV).